# تابدی
تابدی (به مجاری:  Tabdi) یک منطقهٔ مسکونی در مجارستان است که در ناحیه کیش‌کوروش واقع شده‌است. تابدی ۲۱٫۳۹ کیلومتر مربع مساحت و ۱٬۱۹۶ نفر جمعیت دارد.